# Кленик (Литија)
Кленик (словен. Klenik) је насељено место у општини Литија, Засавска регија, Словенија.

## Историја
До територијалне реорганизације у Словенији био је у саставу старе општине Литија.

## Становништво
У попису становништва из 2011. године, Кленик је имао 55 становника.
| Број становника према пописима | Број становника према пописима | Број становника према пописима |
| ------------------------------ | ------------------------------ | ------------------------------ |
| 1991                           | 2002                           | 2011                           |
| 51                             | 65                             | 55                             |

## Познате личности
- Фран Целестин, словеначки писац, критичар и књижевни историчар